# Arubracon nitidus
Arubracon nitidus är en stekelart som först beskrevs av Smith 1858.  Arubracon nitidus ingår i släktet Arubracon och familjen bracksteklar. Inga underarter finns listade.